# Daptonema trecuspidatum
Daptonema trecuspidatum is een rondwormensoort uit de familie van de Xyalidae.